# Kirchheim (Unterfranken)
Kirchheim – miejscowość i gmina w Niemczech, w kraju związkowym Bawaria, w rejencji Dolna Frankonia, w regionie Würzburg, w powiecie Würzburg, siedziba wspólnoty administracyjnej Kirchheim. Leży około 15 km na południe od Würzburga, przy linii kolejowej Stuttgart - Lauda-Königshofen - Würzburg.

## Dzielnice
W skład gminy wchodzą dwie dzielnice: 
- Gaubüttelbrunn
- Kirchheim

## Demografia
| Rok  | Liczba mieszk. |
| ---- | -------------- |
| 1970 | 2 196          |
| 1987 | 2 008          |
| 2000 | 2 295          |

## Oświata
(na 1999)

W gminie znajduje się 75 miejsc przedszkolnych (z 65 dziećmi) oraz szkoła podstawowa (15 nauczycieli, 283 uczniów).